# Galeries nationales d'Écosse
Ne doit pas être confondu avec Galerie nationale d'Écosse.
Les Galeries nationales d'Écosse – en anglais les National Galleries of Scotland – sont un ensemble muséal chapeautant la Galerie nationale d'Écosse, la Scottish National Portrait Gallery et la Scottish National Gallery of Modern Art, toutes trois à Édimbourg. Ce non-departmental public body a été fondé en 1906.

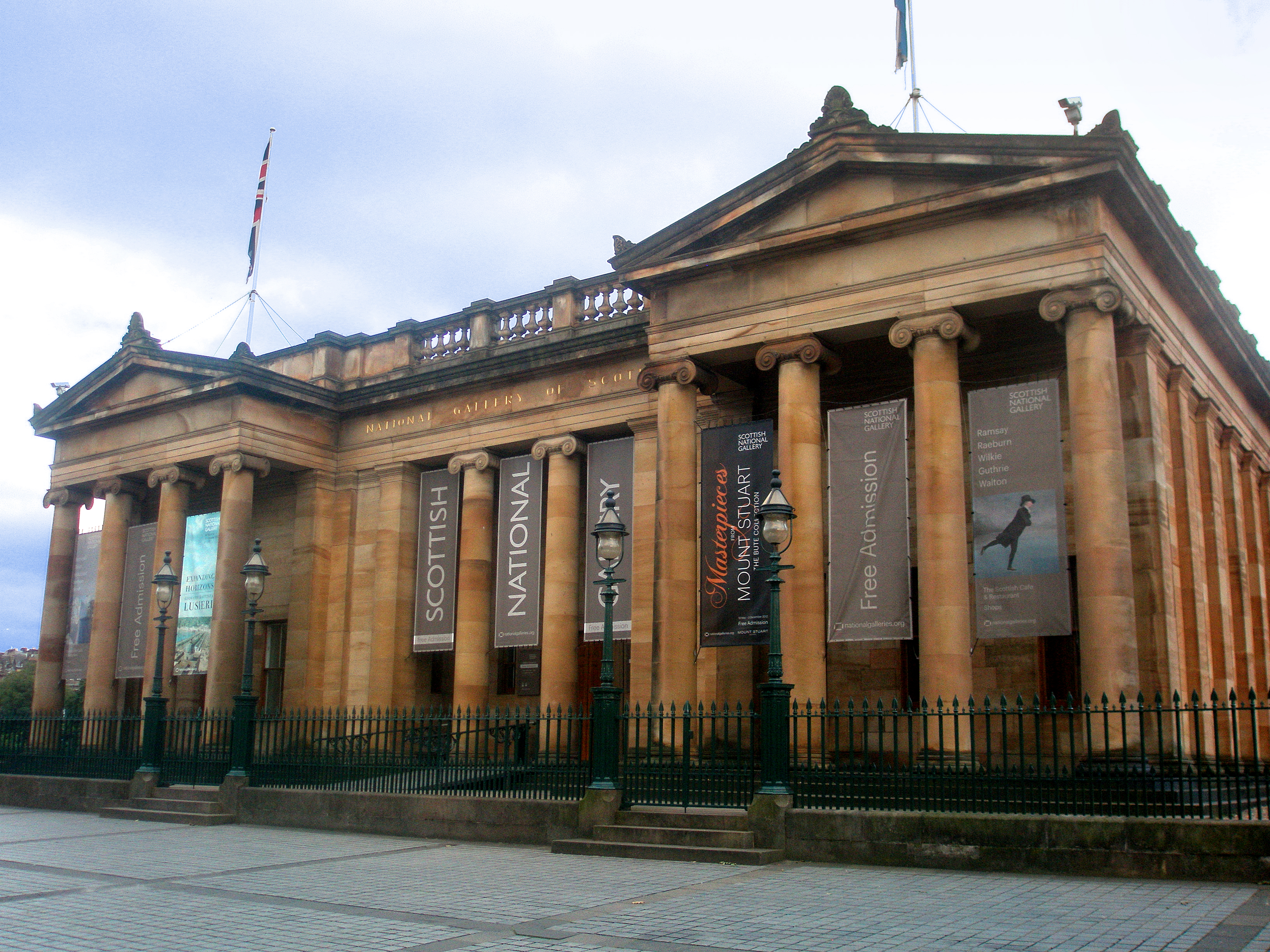
La Scottish National Gallery, avec ses colonnes ioniques caractéristiques.
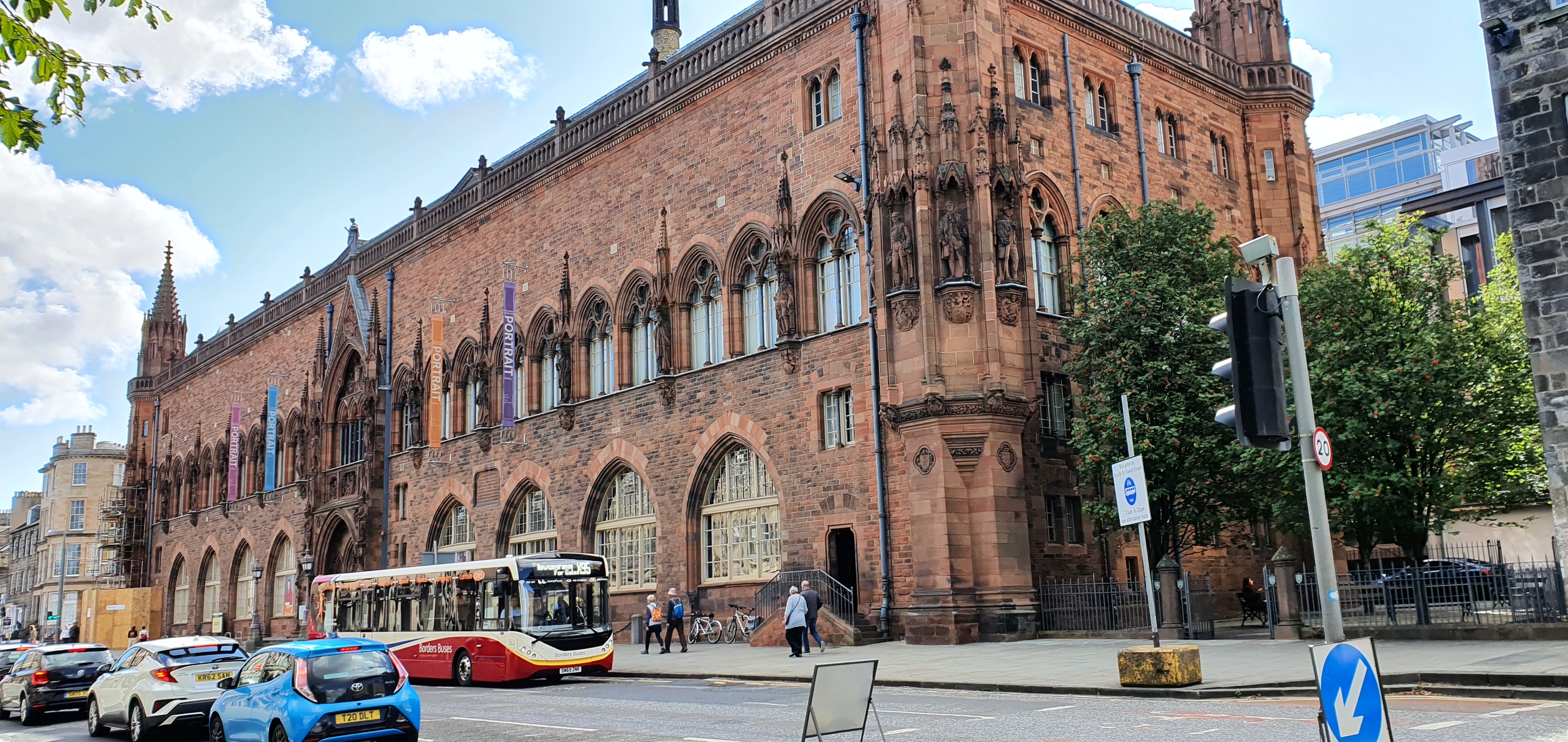
La Scottish National Portrait Gallery.
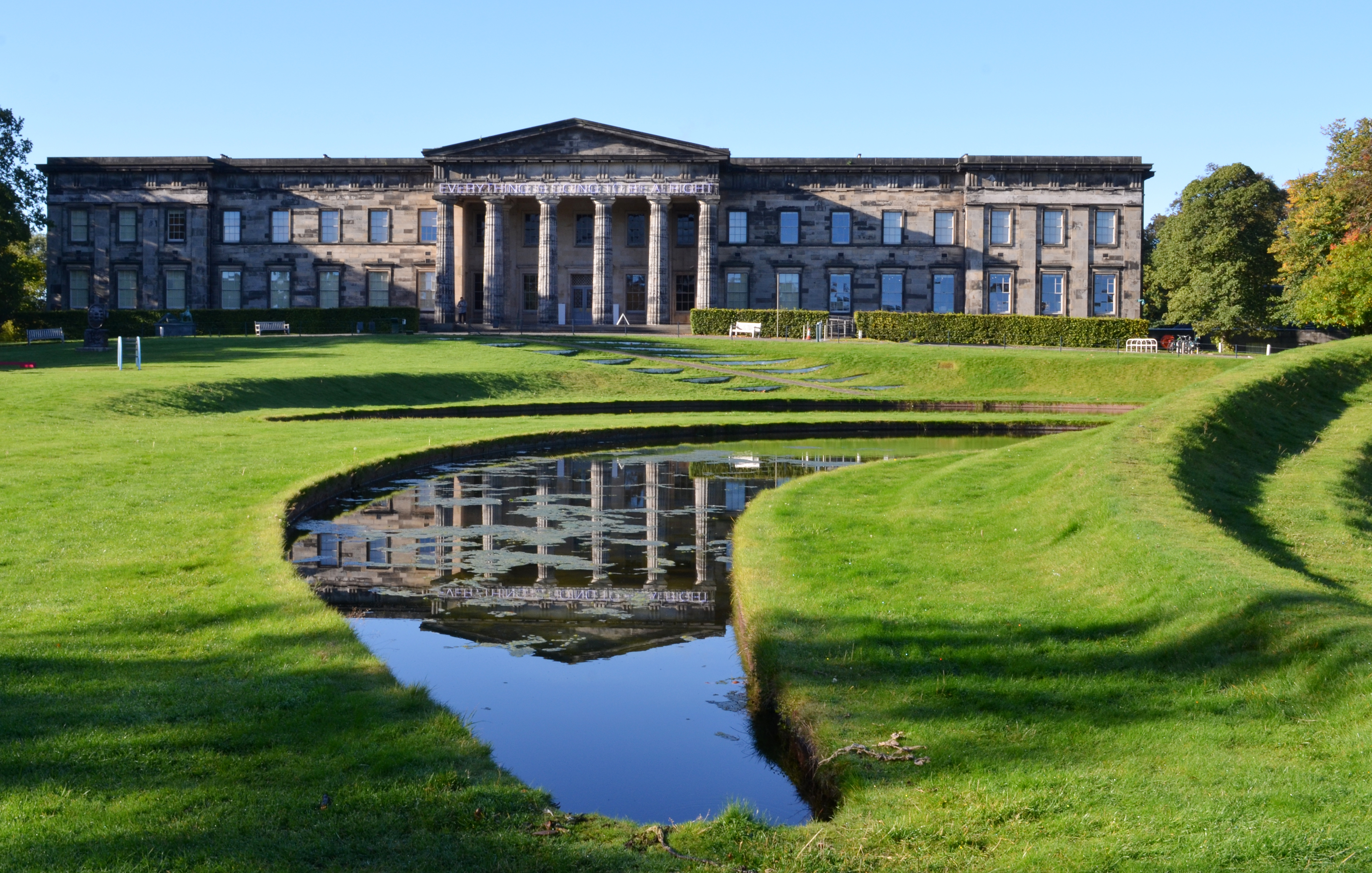
Le bâtiment Modern One de la Scottish National Gallery of Modern Art.
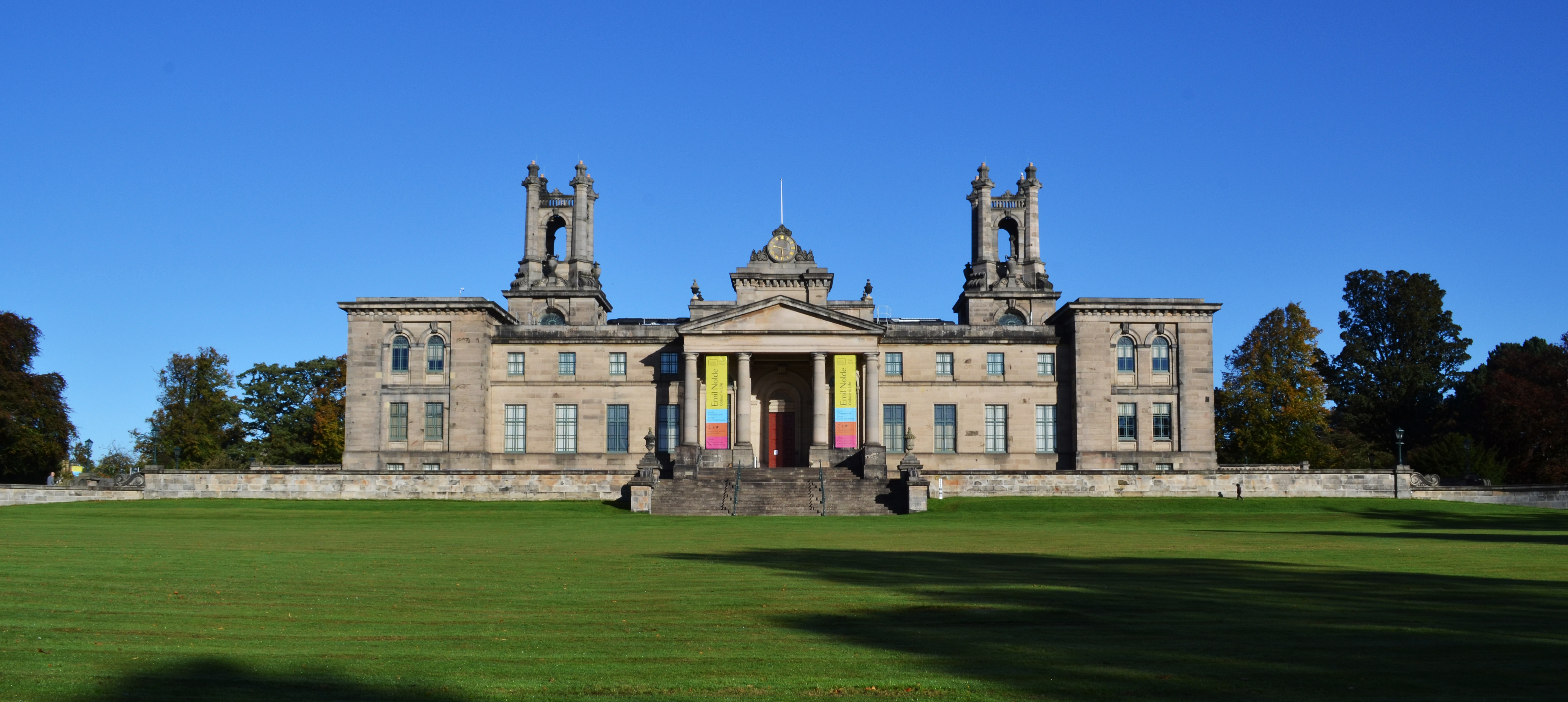
Le bâtiment Modern Two de la Scottish National Gallery of Modern Art (ancienne Dean Gallery).

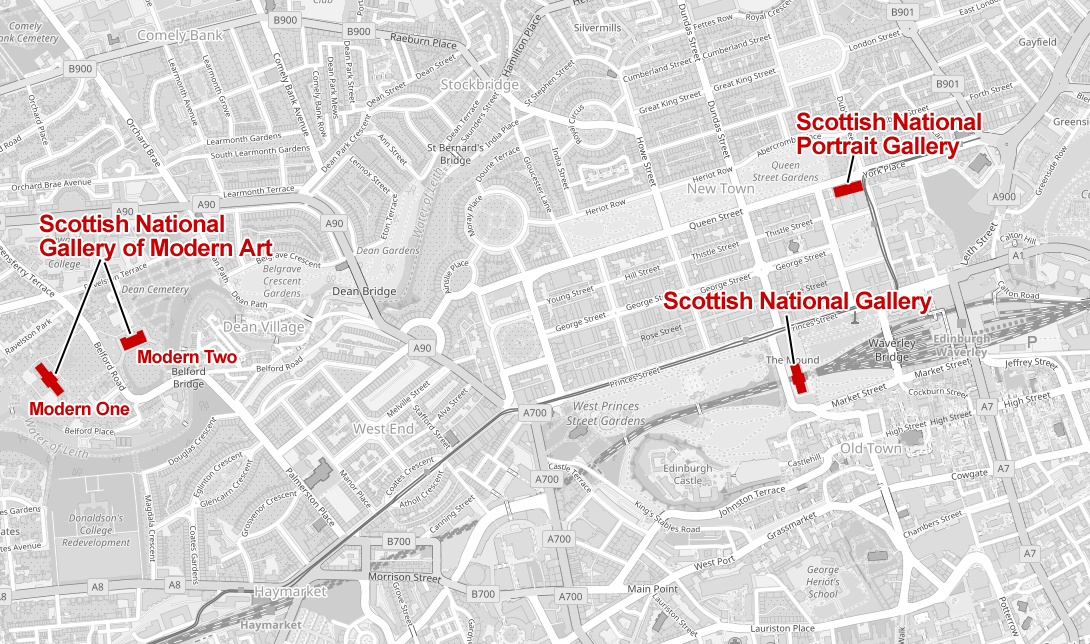
Emplacement des musées des National Galleries of Scotland à Édimbourg.